# 1014-es busz
Az 1014-es (nemzetközi forgalomban 230-as) jelzésű autóbuszvonal Budapest, Rétság, Nagyoroszi, Hont és Ipolyság [Šahy] között húzódik, amelyet a MÁV Személyszállítási Zrt. üzemeltet.

## Története
A Volánbusz Zrt. buszjáratot indított 2019. szeptember 15-ével hetente kétszer Budapest/Rétság és Ipolyság (Šahy) között. A menetrendi kialakítás a Felvidékről Budapestre ingázó hivatás forgalmat és a magyar fővárosban tanuló diákokat kívánja segíteni. Az autóbusz belföldi szakoszokon is igénybe vehető, így közvetlen kapcsolatot biztosít a 2-es főút Nógrád megyei települései és Budapest között is.

## Útvonala
Magyarország fővárosából, a Pest megyei Budapest XIII. kerületi, újpesti buszállomásról indul. Útját a 2-es főúton kezdi el a Váci úton a Dunával párhuzamosan, északi irányban. A járatok expresszjáratok, így Budapesten már meg sem állnak, a Szilas-patak közelében az M0-s körgyűrűn haladnak tovább. Hamarosan átcsatlakozik az M2-es sztrádába, amelyen útja nagyrészét tölti a továbbiakban.
Az agglomeráció több, nagyobb települését maga után hagyva – mint például Dunakeszi, Fót vagy Vác – ismét a régi 2-es főúton robog Szendehely községbe. Szendehelyen kettő helyen áll meg, majd legközelebb az igazán nógrádi Rétságon. A kisváros felezőpontként képviselteti magát az 1014-es buszok között, mivel a szlovákiai járatot követően a törzsjármű ide tér vissza, itt éjszakázik. A főút jellegezetes vonásai, mint a hosszú viszonylatokon átívelő erdőség is megmutatkozik a kalandozás során, tovább az államhatár felé. Borsosberény a soron levő település, majd először Nagyoroszi jellegzetes vasútállomása, utána a belterületi szakaszok jönnek, ahonnan Patak és Dejtár kapcsolata létesített, bár nem ezen járatokkal.
A régiót behálózó Vác–Balassagyarmat-vasútvonal egészen a végsőkig kitart a távolsági buszok mentén, Drégelypalánk az utolsó falu, ahol még vasúti és egyben nemzetközi közlekedés is van jelen. A vele szomszédos Hont keleti oldalából nyugati pontjába irányul az autóbusz, innentől a 230-as jelzést veszi fel. A tőle 4 kilométerre fekvő, felvidéki Ipolyság településen végállomásozik, annak vasútállomásán fejezi be útját.

## Közlekedése
Indításai a hetek utolsó munkanapján (péntek) és a hetek első munkanapját megelőző napokon (vasárnap) történnek. Mindkettő nap Budapest és Ipolyság között létesített a kapcsolat, pénteken a túra után, vasárnap a túra előtt csak Rétságig/-tól közlekednek a távolsági célokra kialakított gépjárművek.
| Viszonylat                                | Indításszám | Közlekedési rend                          |
| ----------------------------------------- | ----------- | ----------------------------------------- |
| Budapest, Újpest-Városkapu – Ipolyság vá. | 1 oda       | a hetek utolsó munkanapján                |
| Budapest, Újpest-Városkapu – Ipolyság vá. | 1 vissza    | a hetek első munkanapját megelőző napokon |
| Rétság, aut. ford. – Ipolyság vá.         | 1 oda       | a hetek első munkanapját megelőző napokon |
| Rétság, aut. ford. – Ipolyság vá.         | 1 vissza    | a hetek utolsó munkanapján                |

### Járművek
A kezdetektől Credo Inovell 12 autóbusz teljesíti a távot. A 12 méteres kocsi megfelelő az igények kielégítésére, melyekkel meg kell birkóznia a hét utolsó napjain.

### Csatlakozást biztosít
- Rétság, autóbusz-forduló megállóhelyen – Vác felé/felől autóbuszra (1010),
- Ipolyság vasútállomáson – Zólyom felé/felől vonatra (Zólyom–Csata-vasútvonal),
- Ipolyság vasútállomáson – Léva felé/felől autóbuszra ( 060154).

## Megállóhelyei
| 0                                    | Budapest, Újpest-Városkapu XIII. kerület végállomás       | 0.0 km  | 104, 104A, 121, 122E, 196, 196A, 204 950, 950A 300, 302, 303, 305, 308, 309, 310, 312, 313, 314, 315, 316, 318, 319, 320, 321, 401, 416, 431, 872, 880, 882, 883, 884, 889, 890, 893 1010, 1011, 1013 S72 Z72 S76 |
| 1                                    | Szendehely, Katalinpuszta                                 | 43.5 km | 328, 329, 330, 331, 332, 360, 361, 362, 363 1010, 1011, 1013 |
| 2                                    | Szendehely, általános iskola                              | 45.2 km | 328, 329, 330, 331, 332, 360, 361, 362, 363 1010, 1011, 1013 |
| 3                                    | Rétság, autóbusz-forduló vonalközi végállomás             | 55.0 km | 328, 329, 331, 332, 336, 337, 360, 361, 362, 363, 3271, 3286, 3313, 3324, 3327, 3329, 3334, 3336, 3340, 3342, 3343, 3345, 3346 1010, 1011, 1012, 1013                                                             |
| 4                                    | Borsosberény, 2-es főút                                   | 61.8 km | 328, 332, 3294, 3342, 3343, 3345, 3346 |
| 5                                    | Nagyoroszi, pataki elágazás                               | 65.8 km | 328, 332, 3294, 3343, 3345, 3346, 3347 |
| 6                                    | Drégelypalánk, Hont úti bejáró                            | 72.0 km | 3344, 3346, 3347 |
| 7                                    | Hont, Ipoly utca 56.                                      | 76.1 km | 332, 355, 3344, 3346, 3347 |
| Magyarország – Szlovákia országhatár |                                                           |         | |
| 8                                    | Šahy, železničná stanica Ipolyság vasútállomás végállomás | 79.5 km | 060152, 060154, 060356, 060357 személyvonat – Ipolyság (153) |